# Slowakei-Rundfahrt 1979
Das Etappenrennen Slowakei-Rundfahrt 1979 (slowakisch Okolo Slovenska) führte über zehn Etappen. Es war eine Radsportveranstaltung für Amateure. Gesamtsieger wurde der Tschechoslowake Jaroslav Poslušny.

## Teilnehmer
Es nahmen Fahrer aus acht Ländern an der Rundfahrt sowie einige Vereinsmannschaften aus der ČSSR teil. Die gastgebende ČSSR, Polen, Rumänien, die Niederlande, die DDR, die Sowjetunion, Norwegen und Großbritannien waren mit Nationalmannschaften am Start. Das Rennen gehörte zur Jahreswertung des Amateurweltverbandes A.I.O.C.C. der Union Cycliste International (UCI).

## Rennen
Veranstalter war der tschechoslowakische Radsportverband. Die Gesamtdistanz betrug 1.259 Kilometer. Das Rennen fand in den slowakischen Regionen Orava, Spiš, Stredné Považie und Dolné Považie statt. Der Sieger der Rundfahrt erhielt eine Siegprämie von 15.000 tschechoslowakischen Kronen, die Etappensieger erhielten jeweils 1.000 Kronen.

## Etappen
Die Rundfahrt führte über insgesamt zehn Etappen ohne Ruhetage.
1. Die erste Etappe führte über 133 Kilometer rund um Spišská Nová Ves. Aus einer größeren Spitzengruppe gewann Ladislav Ferebauer den Sprint.
2. Die 2. Etappe führte auf einem Rundkurs vom Ortsteil Spisska Nova über 174 Kilometer nach Nova Ves. Thomas Barth, der auf der 1. Etappe gestürzt war, gewann in einer Alleinfahrt mit knappem Vorsprung vor dem Hauptfeld.
3. Der Kurs der 3. Etappe führte von Nova Ves nach Dolný Kubín über 141 Kilometer. Ad Wijnands und Adrianus van der Poel setzten sich im Finale der Etappe ab und erzielten einen Doppelerfolg für die niederländische Mannschaft.
4. Die 4. Etappe führte über 154 Kilometer rund um Dolný Kubín. Mit Johannes Lammertink setzte sich erneut ein Fahrer aus dem niederländischen Team am Etappenziel aus einer Gruppe von zwölf Fahrern durch.[2]
5. Die 5. Etappe war ein Bergzeitfahren über 10 Kilometer von Vyšný Kubín nach Malatiná. Erneut konnte Johannes Lammertink den Etappensieg erringen. Der Pole Brzeźny wurde mit 11 Sekunden Rückstand Zweiter der Etappe.
6. Die 6. Etappe führte an Nachmittag des Bergzeitfahrens über 81 Kilometer rund um Dolný Kubín. Für einen erneuten Sieg der Niederländer sorgte Wijnands, der den Sprint aus dem großen Hauptfeld vor dem sowjetischen Fahrer Kleinberg gewann. Die Führung im Gesamtklassement hatte zu diesem Zeitpunkt Jan Brzeźny vor den Tschechoslowaken Vaclav Prusek und Ferebauer.
7. Die 7. Etappe hatte eine Distanz von 179 Kilometern und wurde auf der Strecke von Martin nach Dolný Kubín gefahren. Pavol Gálik hatte im Sprint eines großen Feldes die schnellsten Beine und siegte knapp vor Martin Götze. Brzezny verteidigte das Führungstrikot.
8. Die 8. Etappe führte über 146 Kilometer von Dolný Kubín nach Trenčianske Teplice. Erneut siegte Gálik im Sprint knapp vor Holger Kickeritz. Die Gesamtwertung erfuhr keine Veränderungen. Olaf Jentzsch aus der DDR-Mannschaft musste nach einer Erkrankung das Rennen beenden.
9. Auf der 9. Etappe von Piešťany nach Trenčianske Teplice konnte der spätere Gesamtsieger Poslušny das Führungstrikot übernehmen. Er kam mit einer Spitzengruppe von 11 Fahrern ins Ziel, aus der heraus Jacques van Meer die Etappe gewann.
10. Die 10. Etappe war ein Rundkurs um die Stadt Trenčianske Teplice und hatte eine Länge von 172 Kilometern. Erneut kam eine Spitzengruppe ins Ziel und es gab den sechsten Etappensieg für das Team aus den Niederlanden als Ad van der Poel gewann.

## Gesamtwertungen

### Einzel (Gelbes Trikot)
Im Endklassement konnten die Niederländer trotz ihrer Dominanz auf den Etappen keinen ihrer Fahrer auf das Podium bringen. Der einheimische Nationalmannschaftsfahrer Jaroslav Poslušny siegte vor Brzeźny aus Polen. Bester DDR-Fahrer wurde Martin Götze auf dem 4. Platz. Bester Fahrer aus Norwegen wurde Jostein Wilman als Neunter.
| Platz | Name               | Mannschaft          | Zeit       |
| ----- | ------------------ | ------------------- | ---------- |
| 1.    | Jaroslav Poslušny  | ČSSR Nationalteam   | 32:06:08 h |
| 2.    | Jan Brzeźny        | Polen               | + 0:46 min |
| 3.    | Andrej Wedernikow  | Sowjetunion         | + 0:53 min |
| 4.    | Martin Götze       | DDR                 | + 1:02 min |
| 5.    | Jan Čerepan        | Inter Bratislava    | + 1:25 min |
| 6.    | Josef Čaprnka      | Spartak ZTS Dubnika | + 1:28 min |
| 7.    | Wiktor Fedorenkow  | Sowjetunion         | + 1:28 min |
| 8.    | Ladislav Ferebauer | ČSSR Nationalteam   | + 1:30 min |
| 9.    | Jostein Wilman     | Norwegen            | + 1:32 min |
| 10.   | Miroslav Rehák     | Spartak ZTS Dubnika | + 1:32 min |

### Mannschaft
Der Mannschaftswertung konnte Spartak ZTS Dubnika gewinnen. Die DDR-Mannschaft wurde mit 2:43 Minuten Rückstand Zweiter. Den 3. Platz belegte die Sowjetunion.

### Bergwertung
Die Bergwertung gewann der polnische Fahrer Jan Brzeźny.